# Jonathan Marray
Jonathan Marray (Liverpool, Inglaterra, 10 de marzo de 1981) es un exjugador británico profesional de tenis. Se especializa en dobles donde a partir del lunes 9 de julio tendrá el mejor ranking de su carrera, luego de convertirse en el primer británico en ser campeón de Wimbledon (ya sea en modalidad de individuales o dobles) desde 1936. Esto lo consigue luego de vencer junto al danés Frederik Nielsen a la pareja compuesta por el sueco Robert Lindstedt y el rumano Horia Tecau por parciales de 4-6, 6-4, 7-6(5), 6-7(5), 6-3. Cabe mencionar que esta era la primera final de toda su carrera.

## Torneos de Grand Slam

### Campeón Dobles
| Año  | Torneo    | Pareja           | Oponentes en la final        | Resultado                     |
| 2012 | Wimbledon | Frederik Nielsen | Robert Lindstedt Horia Tecau | 4–6, 6–4, 7–6(5), 6–7(5), 6–3 |

## Títulos ATP

### Dobles (3)
| Leyenda                         |
| Grand Slam (1)                  |
| ATP Wourld Tour Finals (0)      |
| ATP Masters 1000 World Tour (0) |
| ATP World Tour 500 series (0)   |
| ATP World Tour 250 series (2)   |

| N.º | Fecha               | Torneo    | Superficie | Pareja               | Oponentes en la final        | Resultado                     |
| --- | ------------------- | --------- | ---------- | -------------------- | ---------------------------- | ----------------------------- |
| 1.  | 7 de julio de 2012  | Wimbledon | Hierba     | Frederik Nielsen     | Robert Lindstedt Horia Tecau | 4-6, 6-4, 7-6(5), 6-7(5), 6-3 |
| 2.  | 11 de enero de 2015 | Chennai   | Dura       | Yen-Hsun Lu          | Raven Klaasen Leander Paes   | 6-3, 7-6(4)                   |
| 3.  | 19 de julio de 2015 | Newport   | Hierba     | Aisam-ul-Haq Qureshi | Nicholas Monroe Mate Pavić   | 4-6, 6-3, [10-8]              |

#### Finalista (5)
| N.º | Fecha                 | Torneo     | Superficie | Pareja         | Oponentes en la final                   | Resultado            |
| --- | --------------------- | ---------- | ---------- | -------------- | --------------------------------------- | -------------------- |
| 1.  | 21 de junio de 2013   | Eastbourne | Hierba     | Colin Fleming  | Alexander Peya Bruno Soares             | 6-3, 3-6, [8-10]     |
| 2.  | 29 de julio de 2013   | Atlanta    | Dura       | Colin Fleming  | Édouard Roger-Vasselin Igor Sijsling    | 6-7(6), 3-6          |
| 3.  | 23 de febrero de 2014 | Marsella   | Dura (i)   | Paul Hanley    | Julien Benneteau Édouard Roger-Vasselin | 6-4, 6-7(6), [11-13] |
| 4.  | 22 de febrero de 2015 | Marsella   | Dura (i)   | Colin Fleming  | Marin Draganja Henri Kontinen           | 4-6, 6-3, [8-10]     |
| 5.  | 16 de julio de 2016   | Newport    | Hierba     | Adil Shamasdin | Sam Groth Chris Guccione                | 4-6, 3-6             |

## Títulos Challenger
| Leyenda (Singles)        |
| ATP Challenger Tour (15) |

| N.º | Fecha                   | Torneo                            | Superficie    | Pareja         | Oponentes en la final                 | Resultado          |
| --- | ----------------------- | --------------------------------- | ------------- | -------------- | ------------------------------------- | ------------------ |
| 1.  | 24 de enero de 2005     | Challenger de Wrexham             | Dura (i)      | Mark Hilton    | Tuomas Ketola Frederik Nielsen        | 6–3, 6–2           |
| 2.  | 18 de abril de 2005     | Challenger de Nottingham          | Dura          | Mark Hilton    | Mustafa Ghouse Harsh Mankad           | 6–4, 3–6, 6–3      |
| 3.  | 11 de julio de 2005     | Challenger de Mánchester          | Césped        | Mark Hilton    | James Auckland Daniel Kiernan         | 6–3, 6–2           |
| 4.  | 6 de marzo de 2006      | Challenger de Kyoto               | Carpeta       | Alun Jones     | Prakash Amritraj Rohan Bopanna        | 6–4, 3–6, 14–12    |
| 5.  | 24 de julio de 2006     | Challenger de Nottingham          | Césped        | Lee Martin     | Joshua Goodall Ross Hutchins          | 3–6, 6–3, 10–3     |
| 6.  | 14 de agosto de 2006    | Challenger de Graz                | Dura          | Ross Hutchins  | James Auckland Jamie Delgado          | 6–7(5), 6–4, 15–13 |
| 7.  | 13 de julio de 2009     | Challenger de Mánchester          | Césped        | Joshua Goodall | Colin Fleming Ken Skupski             | 6–7(1), 6–3, 11–9  |
| 8.  | 7 de septiembre de 2009 | Challenger de Alphen aan den Rijn | Tierra batida | Jamie Murray   | Sergei Bubka Sergiy Stakhovsky        | 6–1, 6–4           |
| 9.  | 2 de noviembre de 2009  | Challenger de Astana              | Dura (i)      | Jamie Murray   | David Martin Rogier Wassen            | 6–1, 6–4           |
| 10. | 11 de enero de 2010     | Challenger de Salinas             | Dura          | Jamie Murray   | Sanchai Ratiwatana Sonchat Ratiwatana | 6–3, 6–4           |
| 11. | 8 de febrero de 2010    | Challenger de Bergamo             | Dura          | Jamie Murray   | Karol Beck Jiří Krkoška               | 6–1, 6–7(2), 10–8  |
| 12. | 7 de marzo de 2011      | Challenger de Sarajevo            | Dura          | Jamie Delgado  | Yves Allegro Andreas Beck             | 7–6(4),6–2         |
| 13. | 21 de marzo de 2011     | Challenger de Bath                | Dura          | Jamie Delgado  | Yves Allegro Andreas Beck             | 6–3, 6–4           |
| 14. | 9 de mayo de 2011       | Challenger de Bordeaux            | Tierra batida | Jamie Delgado  | Julien Benneteau Nicolas Mahut        | 7-5, 6–3           |
| 15. | 7 de noviembre de 2011  | Challenger de Loughborough        | Dura          | Jamie Delgado  | Sam Barry Daniel Glancy               | 6–2, 6–2           |

### Finalista Challenger
| Leyenda (Singles)        |
| ATP Challenger Tour (10) |

| N.º | Fecha                    | Torneo                | Superficie | Pareja               | Oponentes en la final                 | Resultado            |
| --- | ------------------------ | --------------------- | ---------- | -------------------- | ------------------------------------- | -------------------- |
| 1.  | 8 de marzo de 2004       | Challenger de Wrexham | Dura (i)   | Mark Hilton          | Jaroslav Levinský Alexander Waske     | 5–7, 6–7(1)          |
| 2.  | 2 de agosto de 2004      | Challenger de Denver  | Dura       | Jamie Delgado        | Brian Baker Rajeev Ram                | 2–6, 2–6             |
| 3.  | 30 de junio de 2008      | Challenger de Dublín  | Carpeta    | Frederik Nielsen     | Prakash Amritraj Aisam-ul-Haq Qureshi | 3–6, 6–7(6)          |
| 4.  | 12 de octubre de 2009    | Challenger de Kolding | Dura (i)   | Aisam-ul-Haq Qureshi | Martin Fischer Philipp Oswald         | 5–7, 3–6             |
| 5.  | 22 de marzo de 2010      | Challenger de Jersey  | Dura       | Jamie Murray         | Rohan Bopanna Ken Skupski             | 2–6, 6–1, 6–10       |
| 6.  | 24 de abril de 2010      | Challenger de Rhodes  | Dura       | Jamie Murray         | Dustin Brown Simon Stadler            | 6-7(4), 7–6(4), 7-10 |
| 7.  | 20 de septiembre de 2010 | Challenger de Esmirna | Dura       | Jamie Delgado        | Frank Moser Rameez Junaid             | 2-6, 4-6             |
| 8.  | 8 de noviembre de 2010   | Challenger de Aachen  | Carpeta    | Jamie Delgado        | Ruben Bemelmans Igor Sijsling         | 4-6, 6-3, 9-11       |
| 9.  | 7 de febrero de 2011     | Challenger de Quimper | Dura       | Jamie Delgado        | James Cerretani Adil Shamasdin        | 4-6, 6-3, 9-11       |
| 10. | 4 de abril de 2011       | Challenger de Monza   | Dura       | Jamie Delgado        | Johan Brunstrom Frederik Nielsen      | 7–5, 2-6, 7-10       |

## Título Futures
| Leyenda (Dobles) |
| ITF Futures (16) |

| N.º | Fecha                    | Torneo                 | Superficie    | Pareja             | Oponentes en la final               | Resultado           |
| --- | ------------------------ | ---------------------- | ------------- | ------------------ | ----------------------------------- | ------------------- |
| 1.  | 4 de febrero de 2002     | Jorhat                 | Tierra batida | David Sherwood     | Rohan Bopanna Vijay Kannan          | 4–6, 7–6(6), 7–6(8) |
| 2.  | 25 de mayo de 2002       | Montego Bay            | Tierra batida | David Sherwood     | Simon Larose Kiantki Thomas         | 4–6, 2–1 RET        |
| 3.  | 23 de septiembre de 2002 | Sunderland             | Dura (i)      | David Sherwood     | Johannes Ager Alan Mackin           | 7–6(2), 4–6, 6–4    |
| 4.  | 10 de febrero de 2003    | Southampton            | Dura          | David Sherwood     | Satoshi Iwabuchi Michihisa Onoda    | 6–3, 7–5            |
| 5.  | 7 de abril de 2003       | Doha                   | Dura          | David Sherwood     | Ivo Klec Aisam-ul-Haq Qureshi       | 3–6, 6–2, 7–6(3)    |
| 6.  | 4 de agosto de 2003      | Bath                   | Dura (i)      | Mark Hilton        | Richard Crabtree Simon Dickson      | 3–6, 6–2, 7–6(3)    |
| 7.  | 15 de septiembre de 2003 | Sunderland             | Dura (i)      | Mark Hilton        | Daniel Kiernan David Sherwood       | 3–6, 6–2, 7–6(3)    |
| 8.  | 3 de noviembre de 2003   | Montego Bay            | Dura          | Andrew Banks       | Jacob Adaktusson Gabriel Montilla   | 6–4, 6–3            |
| 9.  | 22 de marzo de 2003      | Atenas                 | Dura          | Mark Hilton        | Tomasz Bednarek Andres Dellatorre   | 6–3, 5–2 RET        |
| 10. | 3 de mayo de 2004        | Namangan               | Dura          | Daniel Kiernan     | Alexey Kedryuk Orest Tereshchuk     | 6–4, 6–3            |
| 11. | 13 de septiembre de 2004 | Mulhouse               | Dura          | David Sherwood     | Josselin Ouanna Alexandre Sidorenko | 6–2, 6–1            |
| 12. | 28 de marzo de 2005      | Bath                   | Dura (i)      | Mark Hilton        | Mustafa Ghouse Scott Lipsky         | 6–4, 6–4            |
| 13. | 31 de julio de 2006      | Ilkley                 | Césped        | James May          | Shane La Porte James Ludlow         | 7–6(3), 6–3         |
| 14. | 8 de diciembre de 2008   | Frydstad Nad Ostravici | Dura (i)      | Colin Fleming      | Andis Juška Konstantin Kravchuk     | 6–3, 3–2 RET        |
| 15. | 15 de diciembre de 2008  | Opava                  | Carpeta       | Colin Fleming      | Jaroslav Pospíšil Jiří Školoudík    | 7–6(3), 6–3         |
| 16. | 19 de enero de 2009      | Sheffield              | Dura (i)      | Richard Broomfield | Dušan Karol Jiří Krkoška            | 7–6(3), 6–3         |

### Finalista Futures
| Leyenda (Dobles) |
| ITF Futures (8)  |

| N° | Fecha                    | Torneo      | Superficie    | Pareja         | Oponentes en la final                | Resultado        |
| 1. | 6 de mayo de 2002        | Montego Bay | Tierra batida | David Sherwood | Konstantinos Economidis Nikos Rovas  | 4–6, 2–6         |
| 2. | 16 de septiembre de 2002 | Sunderland  | Dura (i)      | David Sherwood | Luke Bourgeois Alun Jones            | 1–6, 2–6         |
| 3. | 30 de septiembre de 2002 | Sunderland  | Dura (i)      | David Sherwood | Jakub Hasek Wesley Moodie            | 3–6, 6–3, 3–6    |
| 4. | 31 de marzo de 2003      | Al-Khor     | Dura          | David Sherwood | Benjamin Cassaigne Rogier Wassen     | 6–3, 6–7(6), 3–6 |
| 5. | 11 de agosto de 2003     | Londres     | Dura (i)      | Jamie Delgado  | Daniel Kiernan David Sherwood        | W/O              |
| 6. | 27 de octubre de 2003    | Montego Bay | Dura          | Mark Hilton    | Daniel Kiernan David Sherwood        | 3–6, 4–6         |
| 7. | 11 de abril de 2005      | Kalmata     | Dura          | Petr Kralert   | Jean-François Bachelot Gary Lugasy   | 5–7, 4–6         |
| 8. | 2 de febrero de 2009     | Alemania    | Carpeta       | Rasmus Norby   | Marius Copil Petru-Alexandru Luncanu | W/O              |

### Clasificación en Torneos de Grand Slam

#### Grand Slam
| Torneo                                                                        | 2002 | 2003 | 2004 | 2005 | 2006 | 2007 | 2008 | 2009 | 2010 | 2011 | 2012 | 2013 | 2014 | 2015 | G-P   | Títulos |
| ----------------------------------------------------------------------------- | ---- | ---- | ---- | ---- | ---- | ---- | ---- | ---- | ---- | ---- | ---- | ---- | ---- | ---- | ----- | ------- |
| Abierto de Australia, Melbourne                                               | -    | -    | -    | -    | -    | -    | -    | -    | -    | -    | 1R   | 2R   | 1R   | 1R   | 1-4   | 0       |
| Roland Garros, París                                                          | -    | -    | -    | -    | -    | -    | -    | -    | 1R   | -    | 1R   | 1R   | -    | 1R   | 0-4   | 0       |
| Wimbledon, Londres                                                            | 1R   | 1R   | 1R   | 2R   | 1R   | 3R   | 1R   | 3R   | 1R   | 2R   | G    | 3R   | 2R   | 3R   | 17-13 | 1       |
| Abierto de Estados Unidos, Nueva York                                         | -    | -    | -    | -    | -    | -    | -    | -    | -    | 3R   | 2R   | CF   | 1R   |      | 6-4   | 0       |
| Total                                                                         | 0    | 0    | 0    | 0    | 0    | 0    | 0    | 0    | 0    | 0    | 1    | 0    | 0    | 0    | 19-21 | 1       |
| Leyenda: G:Torneo ganado; F:Finalista; SF:Semifinalista; CF:Cuartos de final; |      |      |      |      |      |      |      |      |      |      |      |      |      |      |       |         |